# Григорьев, Николай Григорьевич (врач)
Никола́й Григо́рьевич Григо́рьев (21 декабря 1933, Каликово, Чувашская АССР — 6 июля 2023) — советский и российский хирург, доктор медицинских наук, профессор. Заслуженный врач РСФСР (1991).

## Биография
Родился в чувашской крестьянской семье в деревне Каликово. В 1958 году окончил лечебный факультет Казанского медицинского института.
В 1958—1961 годы работал хирургом, главным врачом Янтиковской центральной районной больницы. С 1963 года, по окончании клинической ординатуры на базе кафедры факультетской хирургии Казанского медицинского института, работал хирургом в Канашской городской больнице и Республиканской больнице министерства здравоохранения Татарской АССР (1965—1970).
В 1970—1979 годы — главный хирург министерства здравоохранения Чувашской АССР, в 1979—1994 годы — министр здравоохранения Чувашской АССР (с 1992 — Чувашской республики). Способствовал созданию в Чебоксарах МНТК «Микрохирургия глаза», открытию больницы скорой медицинской помощи на 600 коек с акушерским корпусом на 100 коек, Республиканской детской больницы с поликлиникой, городской стоматологической и детской стоматологической поликлиник, акушерского корпуса при Республиканской больнице; реконструкции Республиканского онкологического диспансера. Инициатор открытия при медицинском факультете Чувашского университета специальностей «Педиатрия», «Стоматология».
Одновременно с 1990 года — профессор кафедры общей хирургии Чувашского государственного университета.
С 1990 по 1993 — народный депутат РСФСР; был членом депутатской группы «Медицинские работники».

## Научная деятельность
В 1969 году защитил кандидатскую, в 1989 — докторскую диссертацию.
Морфологически доказал чувствительную природу клеток второго типа Догеля, предложил оригинальный метод оперативного лечения стеноза фатерова соска, осложнённого желтухой, с использованием лазерного скальпеля и образованием клапана сосочка.
Автор более 140 научных работ, в том числе 8 монографий, 4 изобретений, 1 патента.

### Избранные труды
- Григорьев Н. Г. Острые заболевания органов брюшной полости. — Чебоксары : Чуваш. кн. изд-во, 1981. — 80 с.
- Григорьев Н. Г. Русско-чувашский словарь медицинских терминов / Под. ред. А. Е. Горшкова; Чуваш. гос. ин-т гуманитар. наук. — Чебоксары : Чувашия, 1996. — 206 с.
- Григорьев Н. Г. Холецистит и его профилактика. — Чебоксары : Чуваш. кн. изд-во, 1978. — 96 с.
- Григорьев Н. Г. Хронический холецистит и его осложнения (стеноз сосочка). — Чебоксары : Чуваш. кн. изд-во, 1985. — 125+2 с.
- Григорьев Н. Г. Хронический холецистит и его профилактика : (Клинико-морфол. исслед.) : Автореф. дис. … д-ра мед. наук : (14.00.27; 14.00.23). — Казань, 1980. — 28 с.
- Григорьев Н. Г. Экспериментально-морфологический анализ афферентной иннервации желчного пузыря и ее состояние при некоторых заболеваниях желчевыводящих путей : Автореф. дис. … канд. мед. наук : (777) / Казан. гос. мед. ин-т им. С. В. Курашова. — Казань ; Л., 1968. — 20 с.

Публицистика
- Григорьев Н. Г. Врачи-писатели Чувашии : [в 5 кн.]. — Чебоксары : [б. и.], 2008—2009.
  - Кн. 1 : Многогранный талант : [о П. Н. Осипове], 2008. — 190 с.
  - Кн. 2 : Кузьма Пайраш. Кн. 3 : Выживший в концлагерях : [о Н. Е. Евдокимове]. Кн. 4 : Мӗтри Ваҫлейӗ, 2009. — 182 с.
  - Кн. 5 : Жизнь моя : [автобиогр.]. — 367 с.
- Григорьев Н. Г. Дни, равные жизни. — Чебоксары.
- Григорьев Н. Г. Им доверялось здоровье народа : очерки. — Чебоксары : Калем, 2002. — 146 с.
- Григорьев Н. Г. Наш Василий Михайлов. — [Чебоксары : ЧГИГН], 2008. — 78 с.
- Григорьев Н. Г. Офтальмология Чувашии и Святослав Федоров. — Чебоксары : ЧГИГН, 2007. — 196 с.
- Григорьев Н. Г. Сельский доктор — Фирс Григорьев. — Чебоксары: ЧГИГН, 2000. — 135 с.
- Григорьев Н. Г. Со скальпелем в руке в борьбе за жизнь : [очерки о медиках Чувашского государственного университета им. И. Н. Ульянова] : посвящается 35-летию ЧГУ и медицинского факультета. — Чебоксары, 2002. — 191 с.
- Григорьев Н. Г. Организаторы хирургической службы Чувашии (1911—2003). — Чебоксары, 2003. — 120 с.

## Общественная деятельность
- Член союза писателей России (2003)[2].

## Награды
- Медаль «В ознаменование 100-летия со дня рождения Владимира Ильича Ленина» (1970)
- нагрудный знак «Отличник здравоохранения СССР» (1970)
- нагрудный знак «Отличник Гражданской обороны СССР» (1979)
- Заслуженный врач Чувашской АССР (1981)
- медаль «Ветеран труда» (1984)
- нагрудный знак «Н. И. Пирогов» (1987) ИК Красного Креста и Красного Полумесяца СССР
- Заслуженный врач РСФСР (1991)
- Государственная премия Чувашской Республики в области науки им. И. Я. Бичурина (1993)
- Почётный гражданин д. Каликово (1997)
- медаль Международного благотворительного фонда «Меценат столетия» (2006)
- Почётный гражданин Канашского района Чувашской Республики (2009)
- памятная медаль «В ознаменование 130-летия со дня рождения И. В. Сталина» (2009) ЦК КПРФ
- памятная медаль «А. П. Чехов. 150 лет со дня рождения» (2010)
- Международная литературная премии им. М. Сеспеля (2013)
- медаль «Летчик-космонавт СССР А. Г. Николаев» (2013)
- Почётный гражданин города Чебоксары (2016)
- Почётные грамоты Президиума Верховного Совета Чувашской АССР (1976, 1983), Президиума Верховного Совета Чувашской Республики (1991, 1993), Чувашской Республики (2013), Министерства здравоохранения РСФСР (1983), Министерства здравоохранения России (1993)[2][3].

## Комментарии
1. ↑  «Хирургическое лечение хронического холецистита и стеноза большого дуоденального сосочка с применением специальных инструментов»[2]. Библиографическое описание в списке избранных трудов приведено в соответствии с каталогом РНБ.